# Остророг, Ян (воевода познанский)
Ян Остророг (пол. Jan Ostroróg; 13 января 1565—1622, Комарно) — магнат и политический деятель Речи Посполитой, один из учителей короля Яна II Казимира; воевода познанский и маршал Коронного трибунала в 1600 году.

## Биографические сведения
Родители: Станислав, каштелян менджижецкий, и Зофия Тенчинская (вдова с 1568 года), оба лютеранского вероисповедания. Старший брат белзского каштеляна Николая Осторуга. Зять Яна Кароля Ходкевича, с которым состоял в неприязненных отношениях из-за наследства Мелецких и с людьми которого часто вступал в вооружённые столкновения. Герб Наленч.
Вместе с братом учился дома в Гродзиске-Велькопольскем под руководством Петра Артомиуса (1573—1576 годы), затем в Европе. После путешествия в Европу Ян задумался о переходе в католическую веру, из-за чего рассорился с матерью, которая в 1585 году «отправила его на свой хлеб». Временно осел в Стульном, незадолго до мая 1587 года крещён по католическому обряду (о смене веры сообщил иезуиту Станиславу Варшевицкому). Его исповедником был Пётр Скарга. Состоял в хороших отношениях с Яном Замойским, который хотел выдать за него овдовевшую сестру Зофию. В конце 1588 года Ян Остророг стал подчашим коронным.
В 1589 году:
- отдал во владение католикам костёл в Гродзиске (в 1594 году был заложен храм). После 1609 года начал строительство нового каменного храма, которое завершил уже после его смерти сын Николай;
- отобрал костёл у лютеран и отдал его католикам в Мендзихуде, в 1591 году начал там же строительство нового.

В 1591 году принял беглеца из Молдавии Иеремию Могилу. В 1597 году продал Мендзихуд лютеранину Кшиштофу Унругу. В октябре 1607 года вёл под Малновым переговоры с Яном Щенсным Гербуртом, который напал на Перемышль и захватил в плен местного каштеляна Станислава Стандицкого. После освобождения отправился в Жовкву. С 1610 года Остророг — воевода познанский.
Согласно Касперу Несецкому, мог быть воспитателем младших сыновей короля в 1620-е годы (утверждение не подтверждается авторитетными источниками). Писал множество писем. Личным художником его был Гануш дю Фонне, эмигрант из Аугсбурга, живший во Львове.
В молодости Остророг много болел и был покровителем медиков. Его лично лечил краковский лекарь Эразм Сикст. Будучи парализованным, умер в 1622 году в Комарно (по одной версии, это произошло незадолго до 1 апреля, по другим сведениям — в июне). Похоронен в Сокале на бернардинском кладбище.

## Общественная деятельность
От отца Ян Остророг унаследовал Гродзиск, Мендзыхуд с прилегающими сёлами в Познанском повяте и иные сёла в Великопольше, от матери получил Зелов (пол. Zelów), Лозину (пол. Lozina) во Львовской земле, Стенятин в Белзском повяте, Стрешковцы (пол. Strzeszkowice) и Чолне (пол. Czołne) — в Любельском. Первая жена Катажина подарила ему Комарно. От отца получил Стульну (Холмская земля), которую поделил с братом, в 1606 году уступил Сендзивою Остророгу. В 1595 году пожизненно для себя и жены получил группу деревень в Коломыйском и Галицком повятах, а именно: Хлебичин, Попольники, Прокмоше, Владычин и Новосёлки, которыми ранее обладал Мелецкий. В 1605 году получил Мальборское староство, в 1611 году продал его Михалу Конарскому. С 1606 года владел Гарволинским староством, с 1619 году — Кольским (оба держал до самой смерти).
В 1599 году основал латинский монастырь ордена бернардинцев в Сокале и выделил им 5 тысяч злотых на это дело. На строительство коллегиума иезиутов во Львове сделал запись с согласия первой жены на деревнях Бачев, Подусельная около Пермышля. В своих имениях ввёл необычные для Галичины порядки и сам вёл хозяйство. Лично вычищал площади вместо того, чтобы их выжигать. Сажал деревья вдоль дорог и усадеб. Закладывал пивоварни, винокурни, пруды, мельницы, пасеки, сады и хмельники, иногда сажал апельсины, инжир и виноград. Первым стал заботиться об охране животных в лесах, в суровые зимы подкармливал их. В Комарно основал зверинец. Заботился о лебедях.

## Семья
Дважды вступал в брак. В первый раз женился на дочери воеводы подольского Катажине Мелецкой против воли её опекунов в 1592 году (после его смерти вышла замуж за Яна Фаренсбаха). Дети:
- Николай, коронный подчаший
- Зофия, жена старосты мендзижецкого Ежи Остороруга из Львовка и старосты осецкого Петра Чарнковского

Во второй раз женился на Софии Заславской из Острога, дочери Януша Заславского, примерно в 1600 году. Дети:
- Станислав, краковский каноник, умер в 16 лет
- Ян и Казимеж, пережившие отца ненадолго
- Анна, жена коронного мечника Яна Яблоновского
- Эльжбета, жена каштеляна киевского Александра Пясечинского[5]
- Катажина (умерла 13 мая 1674[6]), жена польного коронного писаря Анджея Сераковского[7].